# Scymnus rubicundus
Scymnus rubicundus es una especie de escarabajo del género Scymnus,  familia Coccinellidae. Fue descrita científicamente por Erichson en 1847.
Se distribuye por Chile, Perú y Argentina. Mide 1,6-2,3 milímetros de longitud. Posee élitros de color negro, algunas veces castaño claro.